# Loick Luypaert
Loick Luypaert, né le 19 août 1991 à Edegem, est un joueur de hockey sur gazon international belge évoluant au poste de défenseur au Braxgata Hockey Club.

## Palmarès
- Vainqueur de la Coupe du monde de hockey sur gazon 2018
- 2e aux Jeux olympiques d'été de 2016
- Vainqueur du Coupe d'Europe de hockey sur gazon 2019